# かごしま近代文学館
かごしま近代文学館（かごしまきんだいぶんがくかん）は、鹿児島県鹿児島市城山町にある文学館施設である。敷地は鶴丸城跡に所在している。
鹿児島市立美術館の裏手に位置し、「かごしまメルヘン館」と隣接している。鹿児島市の所管課は市民局市民文化部文化振興課であり、指定管理者として公益財団法人かごしま教育文化振興財団が管理を行っている。近隣にある鹿児島県立博物館・鹿児島県立図書館・鹿児島県歴史資料センター黎明館等と共に「かごしま文化ゾーン」を形成している。

## 概要
1998年1月開館。1階は鹿児島と特に縁の深い作家である海音寺潮五郎・林芙美子・椋鳩十・梅崎春生・島尾敏雄の5名に関する常設展示と関連書籍や雑誌が閲覧できるライブラリーが設けられ、2階は有島武郎ら22名の文人に関する資料展示と向田邦子をピックアップした「向田邦子の世界」という常設展示が行われている他、特別企画展の会場にもなるホールが設置されている。
入場には（大人300円・小学生及び中学生150円）が必要であるが、ライブラリーは無料で入場できる。なお、隣接するかごしまメルヘン館との共通入場券を購入した場合は大人100円・小学生及び中学生50円の割引が受けられる。
併設のレストラン「潮音館」ではランチや飲食もできる。

### 所在地・開館時間等
- 所在地：〒892-0853 　鹿児島市城山町5番1号
- 開館時間：9時30分 - 18時（入館は17時30分まで）
- 休館日：毎週火曜日（祝日の場合は翌日）、12月29日 - 1月3日